# William Reiss
William Reiss est un producteur, scénariste, réalisateur, artiste de storyboard et animateur américain.

## Filmographie

### Animateur
- 2007 : What's Wrong with Ruth?

### Producteur
- 2007 : What's Wrong with Ruth?

### Acteur
- 2007 : What's Wrong with Ruth? : Bip Bip et la chèvre
- 2007-2010 : Chowder : voix additionnelles (4 épisodes)

### Réalisateur
- 2010-2012 : Ça bulle ! (32 épisodes)

### Scénariste
- 2001-2012 : Bob l'éponge (17 épisodes)
- 2005 : Billy et Mandy, aventuriers de l'au-delà (1 épisode)
- 2007 : What's Wrong with Ruth?
- 2007-2010 : Chowder (34 épisodes)
- 2010 : Ça bulle ! (11 épisodes)

### Artiste de storyboard
- 2001-2005 : bob l'éponge (43 épisodes)
- 2003 : Free for All (5 épisodes)
- 2005 : Billy et Mandy, aventuriers de l'au-delà (1 épisode)
- 2005 : Camp Lazlo (1 épisode)
- 2005-2007 : Mon copain de classe est un singe (38 épisodes)
- 2007 : What's Wrong with Ruth?
- 2007-2010 : Chowder (19 épisodes)
- 2010-2012 : Ça bulle ! (7 épisodes)